# Erfweiler

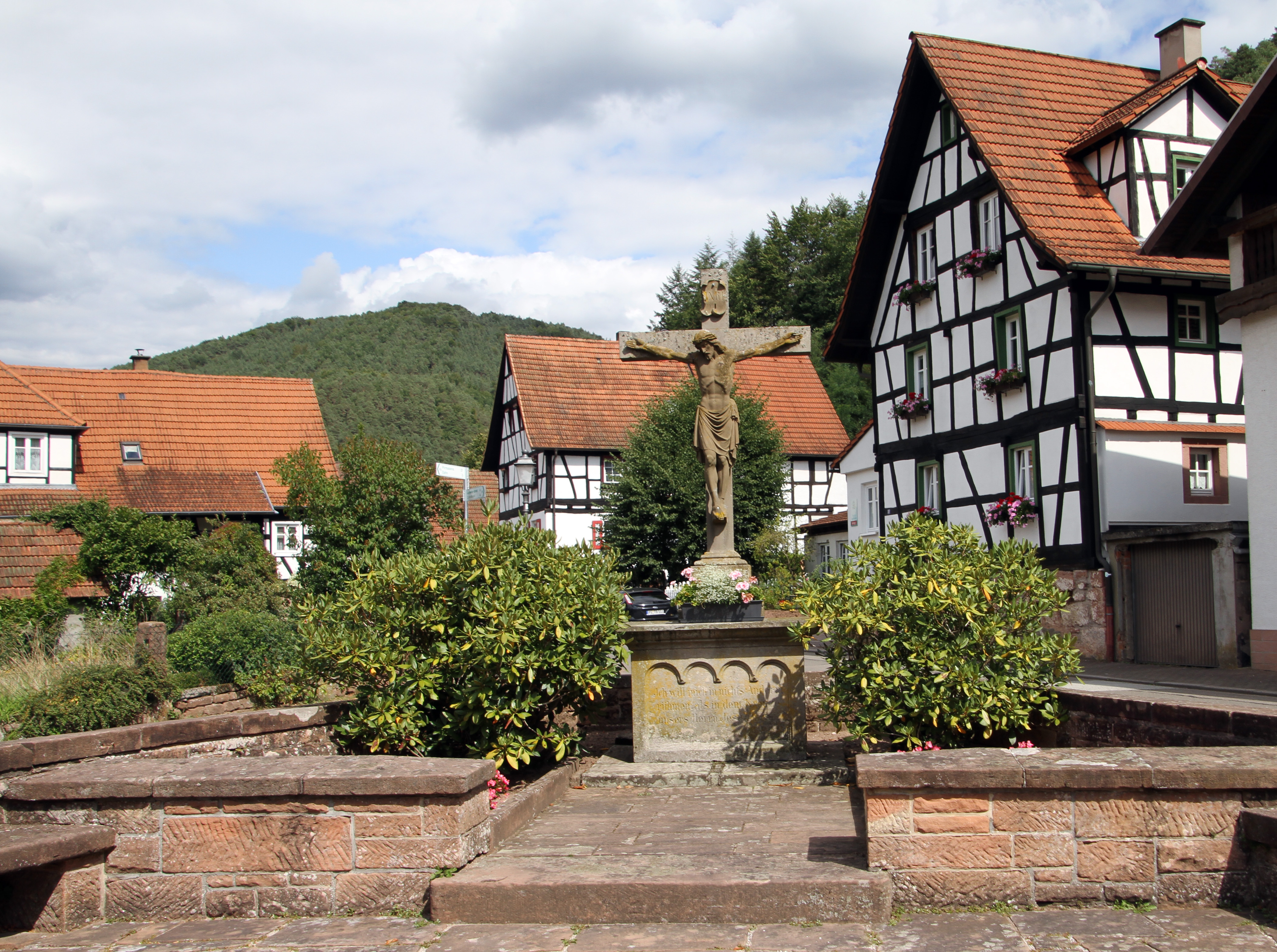
Ortsbild von Erfweiler

Erfweiler ist eine Ortsgemeinde im Landkreis Südwestpfalz in Rheinland-Pfalz. Sie gehört der Verbandsgemeinde Dahner Felsenland an, die ihren Verwaltungssitz in der Stadt Dahn hat und innerhalb derer sie gemessen an der Einwohnerzahl die fünftgrößte Ortsgemeinde darstellt. Erfweiler ist ein staatlich anerkannter Erholungsort.

## Geographie

### Lage
Erfweiler liegt im Wasgau, wie der Südteil des Pfälzerwaldes auch genannt wird, und gehört dort zur Untereinheit Dahn-Annweiler Felsenland sowie innerhalb derer wiederum zum Dahner Felsenland. 82,5 Prozent der Gemarkungsfläche sind bewaldet. Die Nachbargemeinden sind – im Uhrzeigersinn – Hauenstein, Schwanheim, Busenberg, Schindhard und Dahn.

### Erhebungen
Im Osten am Gemarkungsdreieck zu Schwanheim und Busenberg erstreckt sich das 476,7 m ü. NHN hohe Wolfshorn und südwestlich von diesem an der Grenze zu Busenberg der Eichelberg. An der Gemarkungsgrenze zu Hauenstein erstreckt sich der Mitel-Schachen sowie der Winterberg (460,8 m ü. NHN) und westlich von diesem der Trögenberg (323,2 m ü. NHN) sowie weiter südlich der Wölmersberg. An der Grenze zu Schindhard befindet sich der Kahlenberg (399 m ü. NHN) und an der Grenze zu Dahn der Schlossberg (323,1 m ü. NHN).

### Gewässer
Durch den Ort fließt in Nord-Süd-Richtung der Langenbach. Am südlichen Rand der Bebauung nimmt dieser von links den Breitenbach auf.

## Geschichte
Der Ort wurde 1353 erstmals urkundlich erwähnt. Nachdem die Dahner Ritter mit Ludwig II. am 15. September 1603 ausstarben, gehörte er zum Hochstift Speyer.
Von 1798 bis 1814, als die Pfalz Teil der Französischen Republik (bis 1804) und anschließend Teil des Napoleonischen Kaiserreichs war, war Erfweiler in den Kanton Dahn eingegliedert. 1815 wurde der Ort Österreich zugeschlagen. Bereits ein Jahr später wechselte die Gemeinde in das Königreich Bayern. Ab 1818 war der Ort Bestandteil des Landkommissariat Pirmasens, das 1862 in ein Bezirksamt umgewandelt wurde.
Im Jahr 1939 wurde Erfweiler in den Landkreis Pirmasens (ab 1997 Landkreis Südwestpfalz) eingegliedert. Nach dem Zweiten Weltkrieg wurde die Gemeinde innerhalb der französischen Besatzungszone Teil des damals neu gebildeten Landes Rheinland-Pfalz. Im Zuge der ersten rheinland-pfälzischen Verwaltungsreform wurde der Ort Bestandteil der neu geschaffenen Verbandsgemeinde Dahner Felsenland. 1995 wurde Erfweiler Bundessieger im Wettbewerb Unser Dorf soll schöner werden, nachdem die Gemeinde bereits 1977 bei diesem Wettbewerb zweiter geworden war.

## Religion
Im Jahr 2012 waren 73,6 Prozent der Einwohner katholisch und 14,9 Prozent evangelisch. Die übrigen gehörten einer anderen Religion an oder waren konfessionslos. Die Katholiken gehören zum Bistum Speyer, die Protestanten zur Protestantischen Landeskirche Pfalz.

## Politik

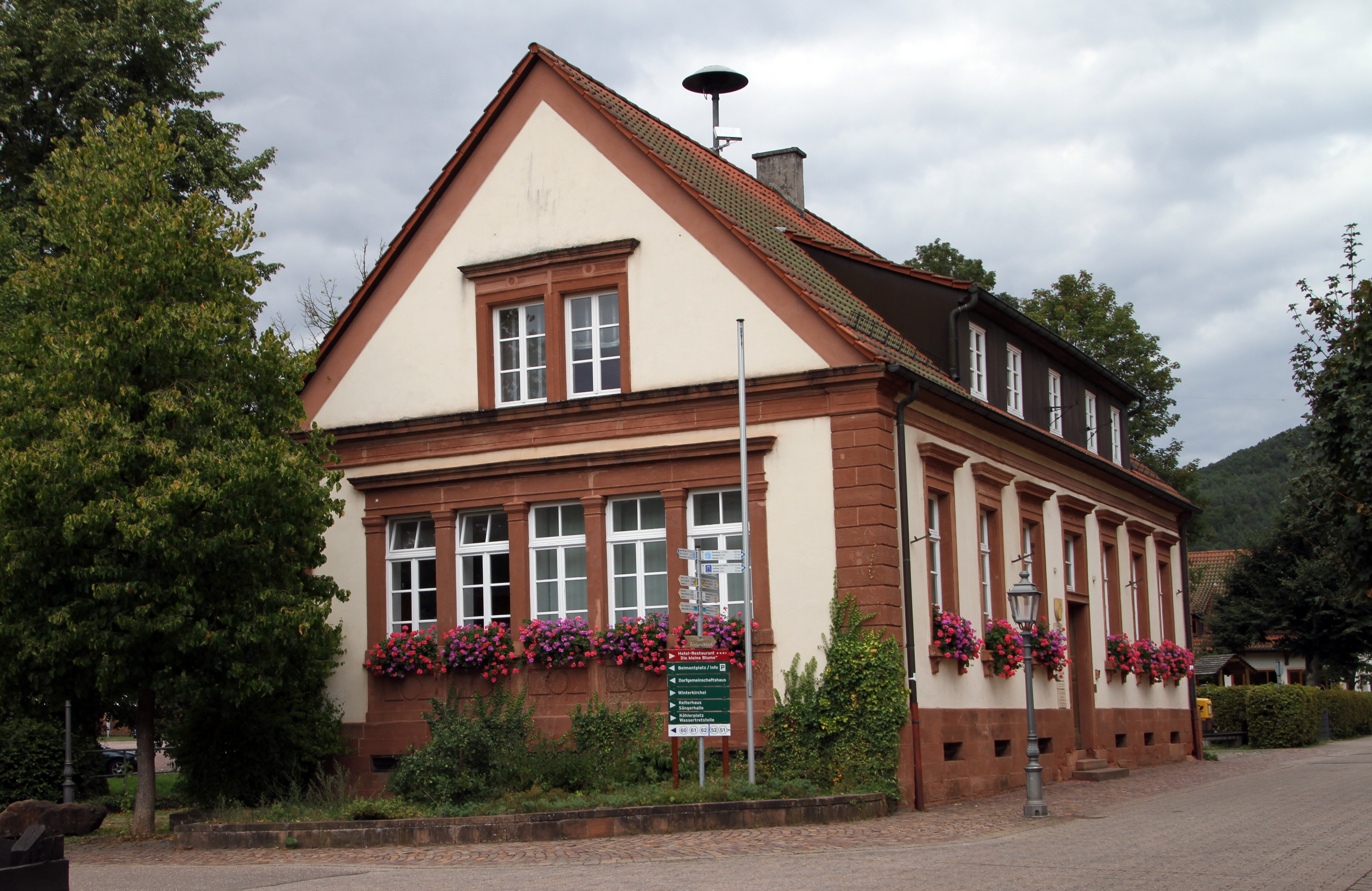
Rathaus

### Gemeinderat
Der Gemeinderat in Erfweiler besteht aus 16 Ratsmitgliedern, die bei der Kommunalwahl am 9. Juni 2024 in einer personalisierten Verhältniswahl gewählt wurden, und dem ehrenamtlichen Ortsbürgermeister als Vorsitzendem.
Die Sitzverteilung im Gemeinderat:
| Wahl | SPD | CDU | WGR * | Gesamt   |
| ---- | --- | --- | ----- | -------- |
| 2024 | –   | 9   | 7     | 16 Sitze |
| 2019 | –   | 9   | 7     | 16 Sitze |
| 2014 | 4   | 9   | 3     | 16 Sitze |
| 2009 | 5   | 9   | 2     | 16 Sitze |
| 2004 | 4   | 9   | 3     | 16 Sitze |

### Bürgermeister
Walter Schwartz (CDU) wurde 2004 Ortsbürgermeister von Erfweiler. Bei der Direktwahl am 26. Mai 2019 wurde er mit einem Stimmenanteil von 87,08 % und am 9. Juni 2024 als einziger Bewerber mit 88,5 % jeweils für weitere fünf Jahre in seinem Amt bestätigt.
Der Vorgänger von Walter Schwartz war Wolfgang Frary.

### Wappen
| Wappen von Erfweiler | Blasonierung: „Von Blau und Silber geteilt, oben ein schwebendes durch schwarze Trennlinien geteiltes und gespaltenes geradarmiges silbernes Tatzenkreuz, unten in einem blauen Torbogen eine blaue Lilie, darüber ein blauer Turnierkragen.“ |
| Wappen von Erfweiler | Wappenbegründung: Das Kreuz entstammt dem Wappen des Hochstifts Speyer. Es wurde 1979 von der Bezirksregierung Neustadt genehmigt. |

### Partnergemeinden
Seit 1972 ist die Gemeinde Belmont-de-la-Loire in der französischen Region Auvergne-Rhône-Alpes durch eine Partnerschaft mit Erfweiler verbunden.

## Kultur

### Kulturdenkmäler

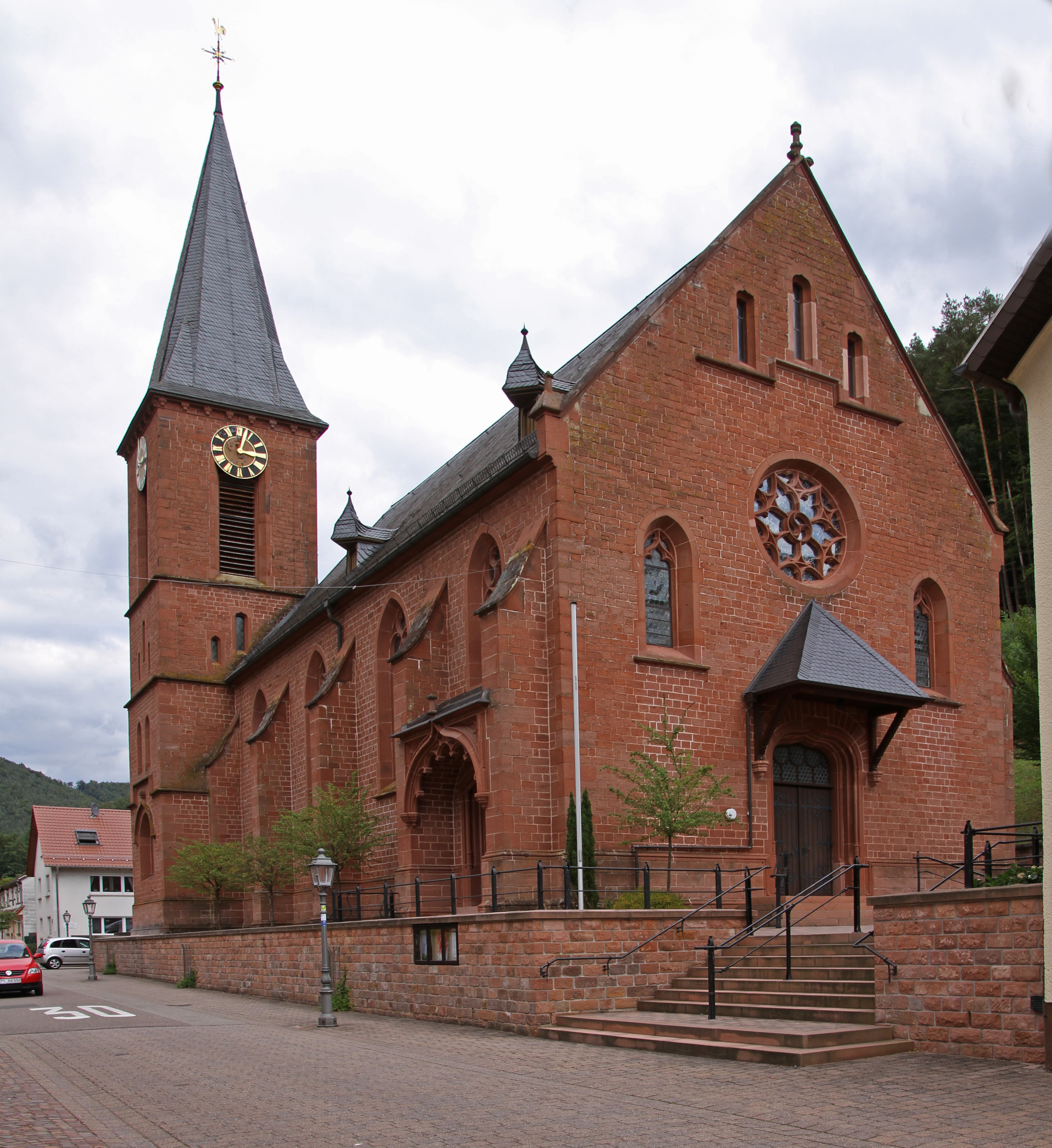
Denkmalgeschützte Kirche St. Wolfgang

Im Gemeindegebiet befinden sich insgesamt 29 Objekte, die unter Denkmalschutz stehen, darunter das Winterkirchel.

### Natur
Die Ortsgemeinde liegt im Naturpark Pfälzerwald, der wiederum zum Biosphärenreservat Pfälzerwald-Vosges du Nord gehört. Auf Erfweilerer Gemarkung befinden sich zudem rund ein Dutzend Felsformationen, die als Naturdenkmale eingestuft sind, darunter der Hegerturm. Der Ort ist Teil des Klettergebiet Pfälzer Wald.
An der Gemarkungsgrenze zu Hauenstein befand sich einst eine 300 Jahre alte Eiche, die im Volksmund als Dicke Eiche bezeichnet wurde. Nachdem sie 1994 Opfer von Vandalismus wurde, wurde sie 2011 gesagt. Sie fungierte als Namensgeberin für das bereits auf Hauensteiner Seite liegende Wanderheim Dicke Eiche.

### Gesellschaft
In Erfweiler wird der Bauernstoß gespielt, der eine Variante des Deutschen Schafkopf darstellt.

## Wirtschaft und Infrastruktur

### Wirtschaft
Aufgrund der geographischen Gegebenheiten dominierte vor Ort jahrhundertelang die Forst- und Holzwirtschaft. Die örtlichen Waldgebiete unterstehen dem Forstamt Wasgau, das seinen Sitz in Dahn hat.

### Verkehr
Durch Erfweiler verläuft die Kreisstraße 39, die den Ort mit Dahn verbindet. Ab 1911 entstand durch die Eröffnung der Wieslauterbahn im Süden Dahns auf Höhe dessen Ortsteils Reichenbach der Bahnhof Busenberg-Schindhard, der ebenso Erfweiler diente.

### Tourismus

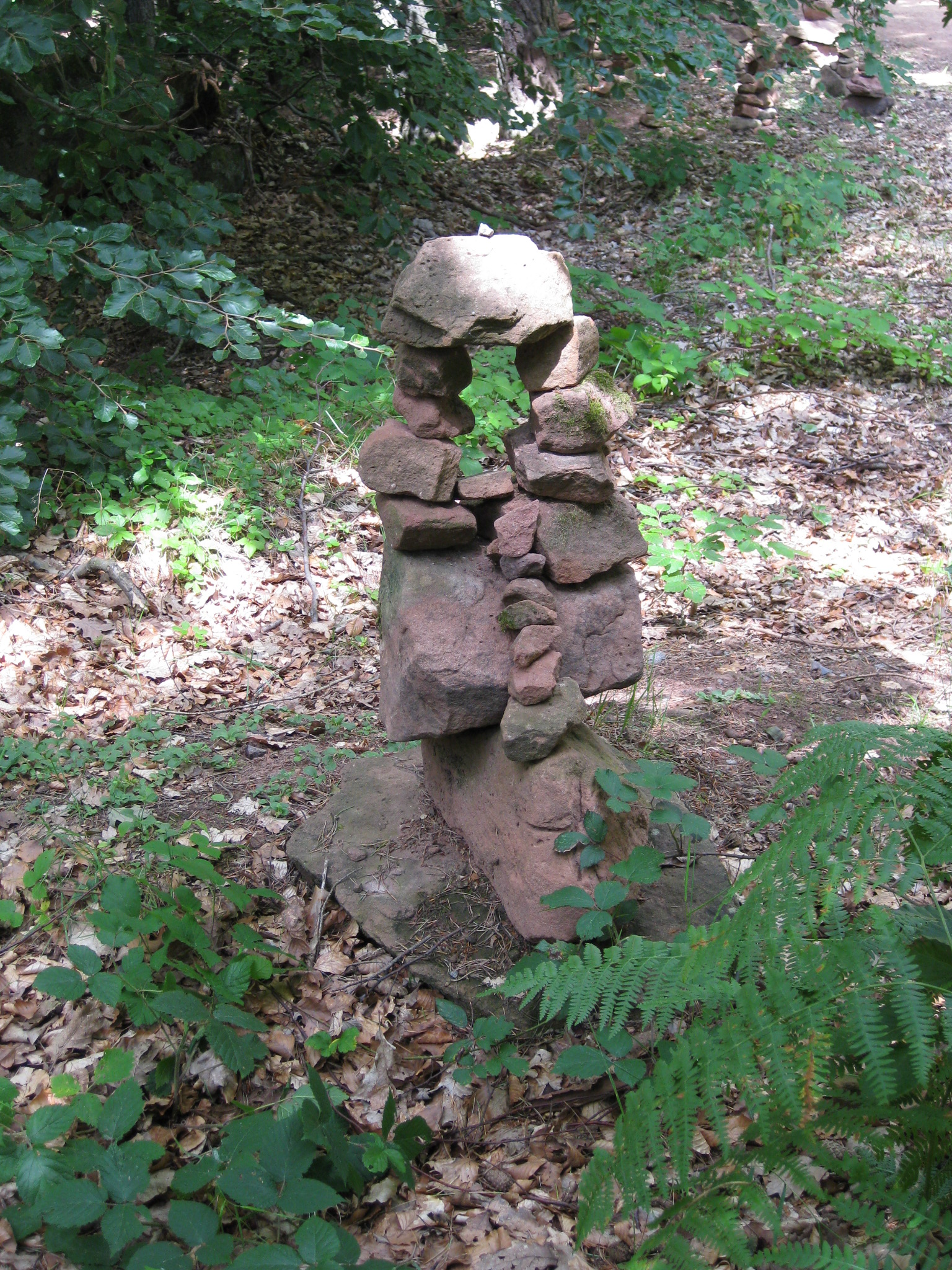
Steinmännchen im äußersten Osten der Gemeindegemarkung

Durch Erfweiler verlaufen mit dem von Kaiserslautern bis nach Schweigen-Rechtenbach führenden Pfälzer Waldpfad ein sogenannter Prädikatswanderweg. Des Weiteren führe ein Wanderweg, der mit einem gelben Punkt markiert ist und der mit einem grün-blauen Balken gekennzeichnete Weg, der von Göllheim bis nach Eppenbrunn verläuft, durch den Ort. Am nördlichen Rand des Siedlungsgebiets verläuft der mit einem rot-weißen Balken markierte Höcherbergweg, der von Niederwürzbach bis nach Böchingen führt. Der Felsenland Sagenweg verläuft ebenfalls durch Erfweiler.
Durch den Süden der Gemeindegemarkung verlaufen für ein kurzes Stück der mit einem gelben Balken gekennzeichnete Fernwanderweg Pirmasens–Belfort sowie ein solcher, der mit einem gelb-roten Balken markiert ist und vom Wellbachtal bis nach Rülzheim verläuft. Durch den äußersten Osten führt der mit einem blau-gelben Balken markierte Wanderweg, der unter anderem die Verbindung mit Lauterecken und Sankt Germanshof schafft.

## Persönlichkeiten

### Ehrenbürger
- Wolfgang Frary († 2018), ehemaliger Bürgermeister, einer der Initiatoren der Partnerschaft zwischen Erfweiler und Belmont[13]

### Söhne und Töchter der Gemeinde
- Emil Steigner (1908–2001), Küfermeister

### Personen, die vor Ort gewirkt haben
- Christian Brembeck (* 1960), Organist, Cembalist, Pianist und Dirigent, nahm vor Ort 2014 sein Album Sollt’ ich meinem Gott nicht singen? auf.